# Tomasz Stańczyk
Tomasz Stańczyk (Mrągowo, 5 de noviembre de 1978) es un deportista polaco que compitió en vela en la clase 470. Ganó una medalla de bronce en el Campeonato Mundial de 470 de 1999.

## Palmarés internacional
| \| Campeonato Mundial \| Campeonato Mundial \| Campeonato Mundial \| Campeonato Mundial \| \| Año \| Lugar \| Medalla \| Clase \| \| ------------------ \| --------------------- \| ------------------ \| ------------------ \| \| 1999 \| Melbourne (Australia) \| Medalla de bronce \| 470 \| |                       |                   |       |
| Campeonato Mundial |                       |                   |       |
| Año | Lugar                 | Medalla           | Clase |
| 1999 | Melbourne (Australia) | Medalla de bronce | 470   |